# Jedlińsk (gmina)
Pour les articles homonymes, voir Jedlińsk.
Jedlińsk est une gmina rurale (gmina wiejska) de la powiat de Radom, dans la Voïvodie de Mazovie, dans le centre-est de la Pologne.
Son siège administratif (chef-lieu) est le village de Jedlińsk, qui se situe environ 14 kilomètres au nord de Radom (siège de la Powiat) et 79 kilomètres au sud de Varsovie (capitale de la Pologne).
La gmina couvre une superficie de 138,72 km2 pour une population de 13 378 habitants en 2006.

## Histoire
De 1975 à 1998, la gmina est attachée administrativement à la voïvodie de Radom.

Depuis 1999, elle fait partie de la voïvodie de Mazovie.

## Géographie
La gmina inclut les villages et localités de:

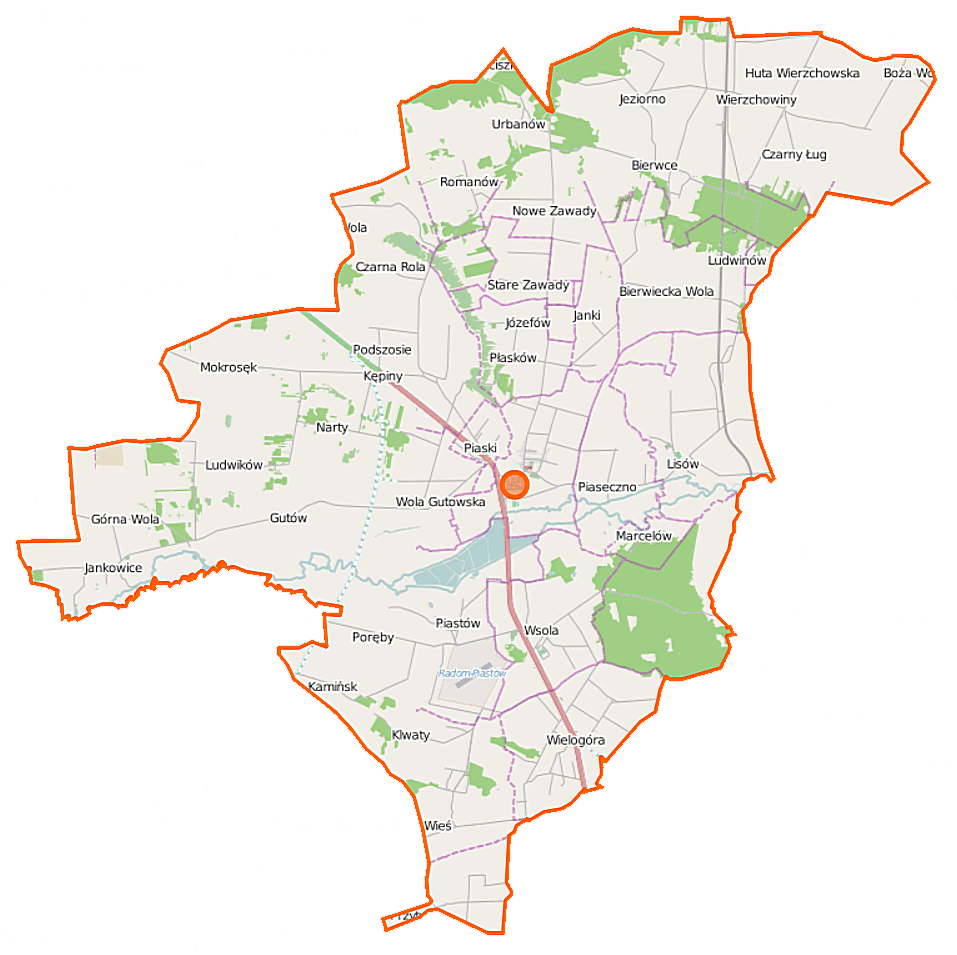
Plan de la gmina

- Bierwce
- Bierwiecka Wola
- Boża Wola
- Bród
- Budki Wierzchowskie
- Czarna Rola
- Czarny Ług
- Godzisz
- Górna Wola
- Gryzów
- Gutów
- Janki
- Jankowice
- Jedlanka
- Jedlińsk
- Jeziorno
- Józefów
- Józefówek
- Kamińsk
- Kępiny
- Klwatka Szlachecka
- Klwaty
- Kruszyna
- Lisów
- Ludwików
- Marcelów
- Moczydło
- Mokrosęk
- Narty
- Nowa Wola
- Nowe Zawady
- Obózek
- Piaseczno
- Piaski
- Piastów
- Płasków
- Romanów
- Stare Zawady
- Urbanów
- Wielogóra
- Wierzchowiny
- Wola Gutowska
- Wsola

### Gminy voisines
La gmina de Jedlińsk est voisine des gminy suivantes :
- Głowaczów
- Jastrzębia
- Stara Błotnica
- Stromiec
- Zakrzew

## Structure du terrain
D'après les données de 2002, la superficie de la commune de Jedlińsk est de 138,72 km2, répartis comme telle :
- terres agricoles : 79 %
- forêts : 12 %

La commune représente 9,07 % de la superficie du powiat.

## Démographie
Données du 31 décembre 2011 :
| Description        | Total  | Total | Femmes | Femmes | Hommes | Hommes |
| ------------------ | ------ | ----- | ------ | ------ | ------ | ------ |
| Unité              | Nombre | %     | Nombre | %      | Nombre | %      |
| Population         | 14 001 | 100   | 7 022  | 50,2   | 6 979  | 49,8   |
| Densité (hab./km²) | 100,9  | 100,9 | 50,6   | 50,6   | 50,3   | 50,3   |